# Ida Kravanja
Italina Lida »Ida« Kravanja (tudi Ita Rina, Tamara Đorđević), slovenska filmska igralka, * 7. julij 1907, Divača, † 10. maj 1979, Budva.
Ida Kravanja je bila ena redkih slovenskih igralk, ki se jim je uspelo uveljaviti v tujini.
Z umetniškim imenom Ita Rina je uspela v evropskem in svetovnem filmskem svetu.
Rodila se je v Divači na Krasu. Oče Jožef Kravanja je bil iz Bovca, mati Marija roj. Marka pa iz Loga pod Mangrtom. Oče je bil zaposlen na železnici, kot številni prebivalci Divače, ki je bila pomembno železniško križišče na trasi Južne železnice. Ob izbruhu prve svetovne vojne se je družina preselila v Ljubljano.
V otroških letih se je velikokrat igrala v fantovski družbi, obiskovala je ljubljanski ženski licej. Ko je leta 1926 kandidirala za miss Jugoslavije, so jo opazili predstavniki nemškega podjetja Ostermayer iz Berlina. Povabili so jo na poskusno snemanje in še istega leta je debitirala v filmu Kaj otroci prikrivajo staršem. Kmalu po vstopu v filmski svet so ji ime spremenili v Ita Rina. Njena kariera se je nato vzpenjala, vrhunec je doživela v filmu Erotikon iz leta 1929, ki ga je režiral Gustav Machaty. Nastopala je v več čeških in nemških filmih in postala ena najbolj znanih igralk v 30. letih 20. stoletja. 

## Zasebno življenje
Leta 1931 je prejela ponudbo triletnega  snemanja v Holywoodu, vendar ji je zaročenec postavil ultimat: »kariera ali jaz«.  
Še med snemanjem  v Berlinu je prestopila v  pravoslavno vero, prevzela ime Tamara in se zatem v cerkvi Kristusovega vnebovhoda v Beogradu 19. aprila 1931 poročila z zdravnikom in fotografom Miodragom Đorđevićem.
Opustila je filmsko kariero in se posvetila družini, v Beogradu je rodila sina Milana (1940) po bombardiranju Beograda ob napadu na Kraljevino Jugoslavijo pa se je družina preselila v Vrnjačko Banjo, kjer Ida rodila hči Tijano (1943). Po vojni se je zaposlila pri podjetju Avala film, zatem je pri Lovčen filmu delala kot strokovna sodelavka za koprodukcijske filme. Na starost je samo še enkrat nastopala v epizodni vlogi v filmu Vojna, ki ga je režiral Veljko Bulajić. Ker je vse življenje bolehala za astmo, se je po upokojitvi odločila za gradnjo počitniške hišice v črnogorski Budvi, kamor sta se z možem preselila leta 1967. Zadnja leta je negovala moža, ki je bolehal za sklerozo. Med napadom astme je umrla 10. maja 1979, pokopana pa je na novem pokopališču v Beogradu, kjer so se pogreba udeležili poleg članov družine tudi znani filmski delavci in ustvarjalci, prijatelji in oboževalci.
V Divači so ji uredili spominsko zbirko v Muzeju slovenskih filmskih igralcev, v obnovljeni Škrateljnovi hiši.

## Filmografija
| Leto | Naslov                                   | Slovenski naslov                  | Vloga            | Režiser               |
| ---- | ---------------------------------------- | --------------------------------- | ---------------- | --------------------- |
| 1927 | Was die Kinder ihren Eltern verschweigen | Kar zamolče otroci svojim staršem | sobarica         | Franz Osten           |
| 1927 | Die raffinierste Frau Berlins            | Prebrisana Berlinčanka            | plesalka         | Franz Osten           |
| 1927 | Wochenendzauber                          | Izgubil sem srce na Savi          |                  | Rudolf Walther-Fein   |
| 1927 | Zwei unterm Himmelszelt                  | Dva pod nebesnim sklonom          |                  | Johannes Guter        |
| 1928 | Der Tanzstudent                          | Plesalec                          | plesalka         | Johannes Guter        |
| 1928 | Die kleine Sklavin                       | Revica sužnja                     |                  | Jakob in Luise Fleck  |
| 1928 | Das letzte Souper                        | Zadnja večerja                    |                  | Mario Bonnard         |
| 1929 | Erotikon                                 | Erotikon                          | Andrea           | Gustav Machaty        |
| 1929 | Hanba / Schande                          | Sramota / Nezvesta                | Marta Holanová   | Josef Mendeotti-Bohàč |
| 1929 | Frülings Erwachen                        | Pomlad se budi                    |                  | Richard Oswald        |
| 1930 | Tonka Šibenice                           | Obešenjakova Tončka               | Tonka Šibenice   | Karel Anton           |
| 1930 | Der Waltzerkönig                         | Kralj valčka                      | Nataša Pavlovska | Manfred Noa           |
| 1930 | Wellen der Leidenschaft                  | Valovi strasti                    | hči Betty        | Vladimir Gajdarov     |
| 1932 | Das Lied der schwarzen Berge             | Fantom Durmitorja                 | Jela Gruić       | Hans Natge            |
| 1935 | ... a život jde dál                      | A življenje teče dalje            | Marie            | Carl Junghans         |
| 1937 | Korallenprinzessin / An der blauen Adria | Princesa koral                    | Anka             | Victor Janson         |
| 1939 | Zentrale Rio                             | Trgovci z dekleti                 | Chiquita Salieri | Erich Engels          |
| 1960 | Rat                                      | Vojna                             | mati             | Veljko Bulajić        |